# مریضا کوچ
مریضا کوچ (به انگلیسی: Mariza Koch) (زاده ۱۴ مارس ۱۹۴۴) خواننده یونانی است.
او نماینده یونان در یوروویژن ۱۹۷۶ بود.